# Joanna Burgundzka (Kulawa)
Joanna Burgundzka (fr. Jeanne de Bourgogne) lub Joanna Kulawa (fr. Jeanne la Boiteuse) (ur. ok. 1293, zm. 12 września 1348) – królowa Francji (1328–1348) jako pierwsza żona króla Filipa VI Walezjusza.
Trzecia córka Roberta II (1248–1306), księcia Burgundii, Agnieszki (1260–1325), najmłodszej córki króla Ludwika IX Świętego. Jej starszą siostrą była Małgorzata Burgundzka – pierwsza żona Ludwika X Kłótliwego.
Joanna i Filip pobrali się w lipcu 1313, dzięki temu małżeństwu Joanna najpierw nosiła tytuł hrabiny Maine (w latach 1315–1328), później hrabiny Valois i hrabiny Andegawenii (w latach 1325–1328) i wreszcie królowej Francji. Joanna była kobietą inteligentną i pewną siebie. Zdominowała swojego męża i została regentką, kiedy on wyruszył przeciw Anglikom podczas wojny stuletniej. Jej żądza władzy nie podobała się jej poddanym, którzy nazywali ją la male royne boiteuse – kulawym królem. Kronikarze opisują Joannę jako kobietę bezlitosną dla swoich wrogów, ale też jako kobietę wykształconą i miłośniczkę książek: swojemu najstarszemu synowi wysyłała manuskrypty do przeczytania, Jeanowi de Vignay kazała przetłumaczyć na francuski m.in. Miroir historial Vincenta de Beavais i Jeu d'échecs moralisés Jacques’a de Cessolesa.
Joanna zmarła podczas epidemii czarnej śmierci, a po jej śmierci Filip ożenił się po raz drugi z Blanką z Évreux, księżniczką Nawarry.

## Potomstwo
Joanna i Filip mieli siedmioro dzieci:
- Jan II Dobry (1319–1364)
- Maria de Valois (1326–1333)
- Ludwik de Valois (1328)
- Ludwik de Valois (1330)
- Jan de Valois (1333)
- Filip de Valois (1336–1375), książę Orleanu
- Joanna de Valois (1337)